# Крукувек
Крукувек (пол. Krukówek) — село в Польщі, у гміні Рачки Сувальського повіту Підляського воєводства.
Населення — 85 осіб (2011).
У 1975-1998 роках село належало до Сувальського воєводства.

## Демографія
Демографічна структура станом на 31 березня 2011 року:
|          | Загалом | Допрацездатний вік | Працездатний вік | Постпрацездатний вік |
| -------- | ------- | ------------------ | ---------------- | -------------------- |
| Чоловіки | 41      | 10                 | 30               | 1                    |
| Жінки    | 44      | 16                 | 21               | 7                    |
| Разом    | 85      | 26                 | 51               | 8                    |